# Néstor Darío Figueiras
Néstor Darío Figueiras (Buenos Aires, 18 de noviembre de 1973) es un escritor, músico, productor musical e ilustrador aficionado argentino. Su producción literaria se enmarca principalmente dentro del género de la ciencia ficción, aunque también ha escrito obras de terror y fantasía.

## Datos biográficos

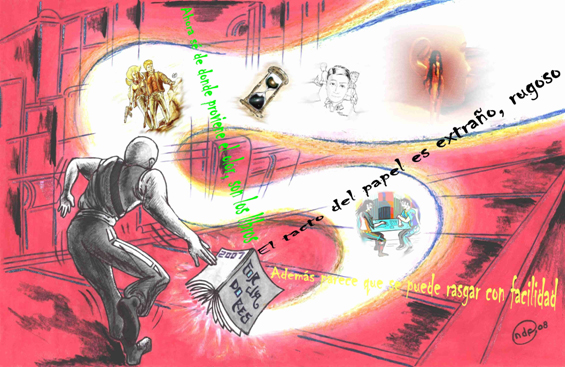
Portales en el espaciotiempo (ilustración para Forjadores.net).

Comenzó a escribir en la adolescencia.
En la primera ConSur, organizada por el CACyF (Círculo Argentino de Ciencia Ficción y Fantasía), ganó una mención de honor en la edición 1991 del premio “Más allá”, categoría “alumnos de escuela secundaria”, con el relato “Organicasa”, escrito a sus 16 años.
Cursó sus estudios en el Conservatorio Municipal de Buenos Aires, Manuel de Falla. Como músico, su labor más destacada consiste en la formación y el liderazgo del ministerio de adoración de la iglesia bautista carismática Presencia de Dios, –pastoreada por Bernardo y Alejandra Stamateas–, tarea llevada a cabo desde 1999 junto a su esposa, Viviana Góngora, desempeñándose como los pastores de adoración de la mencionada iglesia. Néstor Darío Figueiras ha sido el productor de toda la discografía del Ministerio Presencia de Dios, participando en las grabaciones como autor, compositor, arreglador, guitarrista, tecladista, percusionista y bajista.
Luego de más de una década abocada enteramente a la música, en la cual formó varias bandas y produjo y editó discos de música gospel y rock cristiano, volvió a la literatura, publicando en varias revistas virtuales. Sus cuentos pueden leerse en algunas de las más prestigiosas publicaciones digitales dedicadas a la ciencia ficción, la fantasía y el terror: Necronomicrón, Axxón, NGC 3660, NM, Aurora Bitzine, Alfa Eridiani, miNatura, Crónicas de la Forja, Papirando;  así como en varias publicaciones en papel: Ópera galáctica, Sensación!, Présences d’esprits (fanzine francés de reconocida trayectoria), Próxima, la célebre revista de ciencia ficción húngara Galaktika, entre otras. Editorial Dunken publicó en su antología 2005 “Los rostros y las tramas” su minicuento “La caverna”. También ha sido seleccionado su relato “Bendita” para formar parte de la antología de autores argentinos contemporáneos de ciencia ficción que ha publicado la revista virtual Alfa-Eridiani. 
Asimismo se desempeñó como coeditor de Crónicas de la Forja, publicación virtual del Taller literario Forjadores, del cual fue colaborador. Varios de sus relatos han sido traducidos al francés, al catalán, al italiano, al húngaro y al griego. Y ha publicado dos libros de cuentos a la fecha: "El cerrojo del mundo está en Butteler" (Editorial Textos Intrusos, 2016) y "Capricho #43" (Peces de Ciudad Ediciones, 2017).

## Discografía
- 2000: Quiero más fuego, Ministerio Presencia de Dios. Presencia Producciones.
- 2004: Desciende tu fuego, Ministerio Presencia de Dios. Presencia Producciones, editado a través de la UMI.
- 2005: Digno de Honor, Ministerio Presencia de Dios. Presencia Producciones, editado a través de la UMI.
- 2005 Por ti, Argentina, Ministerio Presencia de Dios. Grabado en vivo en el Luna Park, con motivo del décimo aniversario del Ministerio Presencia de Dios. KNGDM Producciones, editado a través de la UMI.
- 2006: Bajo tus alas, Ministerio Presencia de Dios. Grabado en vivo en el Luna Park. KNGDM Producciones, editado a través de la UMI.
- 2007: Por ti, Argentina - DVD, Ministerio Presencia de Dios. KNGDM Producciones, editado a través de la UMI.
- 2007: Generación poderosa, Ministerio Presencia de Dios. KNGDM Producciones, editado a través de la UMI.
- 2009: En tus brazos, Marcelo Patrono y Ministerio Presencia de Dios. Jubileo Records.
- 2009: Te amo y quiero más, Viviana Góngora y Ministerio Presencia de Dios. KNGDM Producciones, editado a través de la UMI.
- 2011: Milagros, Ministerio Presencia de Dios. KNGDM Producciones, editado a través de la UMI.
- 2012: Adoración sin límites - Parte 1: El poder de dar gracias, Ministerio Presencia de Dios. KNGDM Producciones, editado a través de la UMI.
- 2012: PDD Remix, Ministerio Presencia de Dios. KNGDM Producciones.
- 2013: Donde brille tu luz, Viviana & Darío y Ministerio Presencia de Dios. KNGDM Producciones.
- 2014: Adoración sin límites - Parte 2: El poder de la comunión, Ministerio Presencia de Dios. KNGDM Producciones.
- 2016: Oración, Ministerio Presencia de Dios.
- 2017: Pioneras (EP), Viviana & Darío y Ministerio Presencia de Dios.
- 2020: La música del hueso frío, soundtrack del libro-artefacto "Plenaluz · Entreluz", de Ediciones Ayarmanot. Producción independiente. [7]
- 2022: Ataraxia. Producción independiente. [8]

## Publicaciones

### En antologías
- 2005: "Los rostros y las tramas". Editorial Dunken. Argentina. Cuento: "La caverna". [9]
- 2005: "Historia alternativa". Editorial Andrómeda, Libro Andrómeda n° 12. España. Cuento: "Reunión de consorcio". [10]
- 2011: "Más Acá". Letra Sudaca Ediciones. Argentina. Cuento: "El mejor de los nombres". [11]
- 2011: "Monstruos de la razón II". Saco de Hueso Ediciones. España. Cuento: "Besos feroces (o cuando se acaban los argumentos)". [12]
- 2012: "Tricentenario". Desde la gente - Ediciones del IMFC. Argentina. Cuento: "La libertad anhelada". [13]
- 2013: "Primeros exiliados". Tahiel Ediciones. Argentina. Cuentos: "Mandato" y "Albergue transitorio". [14]
- 2014: "Buenos Aires Próxima ". Ediciones Ayarmanot. Argentina. Cuento: "Una nota que garpe". [15]
- 2015: "Umbrales y Crepúsculos". Editorial Textos Intrusos. Argentina. Cuento: "El turbocronión y los carteles de siempre". '[16]
- 2016 "Buenos Aires Próxima ". Editorial Gente Nueva. Cuba. Cuento: "Una nota que garpe". [17]
- 2016: "Espacio austral". Contracorriente Ediciones. Chile. Cuento: "Bendita". [18]
- 2016: "WhiteStar". Palabaristas. España. Cuento: "Playlist". [19]
- 2016: "Latinoamérica en breve". Universidad Autónoma Metropolitana-Xochimilco. México. Cuento: "Ahora no tiene gracia". [20]
- 2017: "Extremos". PuertAbierta Editores. México. Cuento: "Las transmigraciones prenatales de Lucio". [21]
- 2018: "Cultura metálica 5". Clara Beter Ediciones. Argentina. Ensayo: "El affaire entre rock y ciencia ficción: la fuerza de la desterritorialización". [22]
- 2019: "Paisajes perturbadores". Segunda Antología de Pórtico - Encuentro de Ciencia Ficción. Argentina. Cuento: "El Preste de Aztalulme". [23]
- 2019: "Próxima 10 años". Ediciones Ayarmanot. Argentina. Cuento: "Romina". [24]
- 2019: "Estaño y plata". Grupo Editorial Kipus. Bolivia. Cuento: "Pico de rating". [25]
- 2020: "Omelas". Tercera Antología de Pórtico - Encuentro de Ciencia Ficción. Argentina. Cuento: "Los Círculos de Poniente". [26]
- 2021: "Contaminación Futura - vol. 3". MIG21 Editora. Uruguay. Cuento: "En el museo de los Sueños Verdaderos". [27]
- 2022: "Próxima: Nueva ciencia ficción latinoamericana - Anuario #1". Ediciones Ayarmanot. Argentina. Cuento: "Cuando cayeron los primeros barcos". [28]
- 2022: "Punto de fuga". Cuarta Antología de Pórtico - Encuentro de Ciencia Ficción. Argentina. Cuento: "Estación Namuncurá". [29]
- 2023: "Tras la tormenta". Quinta Antología de Pórtico - Encuentro de Ciencia Ficción. Argentina. Cuento: "Lo último en irse". [30]

### En revistas
- 2005: Présences d'esprits, n° 46, Francia. Cuento: "El hombre que contempló el Armagedón". [31]
- 2008: Ópera Galáctica n° 8, Argentina. Cuento: "En el museo de los sueños verdaderos". [32]
- 2008: Revista Sensación! n° 1, Argentina. Cuento: "La trama de la canción crepuscular". [33]
- 2009: Revista Próxima n° 2, Argentina. Cuento: "Dreamtheatre". [34]
- 2009: Revista Próxima n° 2, Argentina. Artículo: "Signos de madurez: forjando el futuro de la CF hispanohablante". [34]
- 2010: Revista Próxima n° 5, Argentina. Cuento: "Pico de rating". [35]
- 2011: Revista Próxima nº 12, Argentina. Artículo: "El Affaire entre rock y ciencia ficción". [36]
- 2011: Revista Catarsi - La revista de les Ter-Cat n° 5, Catalunya. Cuento: "Bendita". [37]
- 2011: Revista Catarsi - La revista de les Ter-Cat n° 6, Catalunya. Cuentos: "El mejor de los nombres" y "Reunión de consorcio". [38]
- 2012: Revista Próxima nº 13, Argentina. Cuento: "Las transmigraciones prenatales de Lucio". [39]
- 2013: Revista Catarsi - La revista de les Ter-Cat n° 13, Especial V Premi Ictineu 2013, Catalunya. Cuento: "Pico de rating". [40]
- 2017: Revista Meta Galaktika n° 12, "Argentína: Az ezüst és a tűz földje", Hungría. Cuento: "Las transmigraciones prenatales de Lucio". [41]
- 2017: Revista Catarsi - La revista de les Ter-Cat n° 21, Catalunya. Cuento: "Las transmigraciones prenatales de Lucio". [42]
- 2019: Revista Próxima n° 41, Argentina. Cuento: "El Preste de Aztalume". [43]
- 2023: Revista Catarsi - La revista de les Ter-Cat n° 33, Catalunya. Cuento: "El cerrojo del mundo está en Butteler". [44]

## Libros
- 2016: "El cerrojo del mundo está en Butteler". Editorial Textos Intrusos. Antología de cuentos.[45]
- 2017: "Capricho #43". Peces de Ciudad Ediciones. Antología de cuentos.[46]
- 2020: "Plenaluz · Entreluz". Ediciones Ayarmanot. Libro-artefacto, poemario, novela.[47]
- 2022: "Playlist". Ediciones Ayarmanot. Antología de cuentos.[48]
- 2023: "Playlist". MIG21 editora. Antología de cuentos.[49]

## Premios
- 1991: Mención de honor en el Premio “Más allá”. Categoría: alumnos de escuela secundaria. Texto: “Organicasa”
- 2005: Mención de honor en el Premio Andrómeda 2005. Texto: “Reunión de consorcio”.[50]
- 2009: Finalista: I Certamen Internacional de Poesía Fantástica miNatura. Texto: “La sirena y los pájaros muertos”.[51]
- 2009: Finalista en el II Concurso de Minicuentos “Monstruos de la Razón”. Texto: “Besos feroces (o cuando se acaban los argumentos)”.[52]
- 2009: Finalista en el VII Certamen Internacional de Microcuentos Fantásticos miNatura. Texto: “Los besos son un recurso natural renovable”.[53]
- 2009: Finalista: II Certamen Internacional de Poesía Fantástica miNatura. Texto: “Naufragio del ángel coplero”.[54]
- 2011: Finalista: III Certamen Internacional de Poesía Fantástica miNatura. Texto: "En la isla de los adobos"[55]
- 2012: Primer premio y segundo puesto: IV Premio Ictineu. Categoría: Mejor cuento fantástico traducido al catalán. Textos: "Reunión de consorcio" y "El mejor de los nombres", respectivamente.[56]